# 日本建設職人社会振興連盟
日本建設職人社会振興連盟（にほんけんせつしょくにんしゃかいしんこうれんめい）は、建設職人社会を「開かれた明るい希望に満ちた社会」にすることを目指し、建設職人の地位の向上と建設業の発展を図るため、必要な政治活動を行う政治団体。旧称建設職人社会ルネッサンス連盟。

## 沿革
- 2010年（平成22年）5月25日 - 建設職人社会ルネッサンス連盟設立総会
- 2010年（平成22年）5月27日 - 建設職人社会ルネッサンス連盟設立
- 2015年（平成27年）5月21日 - 日本建設職人社会振興連盟に改称

## 役員
- 会長： 國松孝次 - 元警察庁長官
- 諮問会議議長：石原信雄 - 元内閣官房副長官
- 最高顧問：泉信也 - 元国家公安委員長
- 特別顧問：小野邦久 - 元国土交通事務次官
- 特別顧問：伊藤庄平 - 元労働事務次官
- 特別顧問：角口賀敏 - 一般社団法人日本建設機械レンタル協会会長

## 賛同団体
- 一般社団法人日本建設機械レンタル協会[2]
- 一般社団法人日本鋼構造物循環式ブラスト技術協会
- 全国仮設安全事業協同組合